# Hieracium herzogianum
Hieracium herzogianum es una especie de planta con flor del género Hieracium, de la familia Asteraceae, orden Asterales.

## Distribución
Hieracium herzogianum se distribuye por Bolivia.

## Taxonomía
Fue descrita científicamente por Beauv. ex Sleum.
Tratamiento taxonómico
La especie aparece registrada y publicada en Bot. Jahrb. Syst.